# Вербург, Дэвид
Дэвид Вербург (англ. David Verburg; род. 14 мая 1991 года, Гейнсвилл, Флорида, США) — американский легкоатлет, специализирующийся в беге на 400 метров. Двукратный чемпион мира, чемпион мира в помещении и чемпион Олимпийских игр 2016 года в эстафете 4×400 метров.

## Спортивная карьера
В 2010 году принял участие в своём первом международном соревновании, выступив на чемпионате мира по лёгкой атлетике среди юниоров в Монктоне, став чемпионом в эстафете 4×400 метров. Спустя два года, на чемпионате НАКАК в возрастной категории до 23 лет, который проходил в мексиканском городе Ирапуато, стал чемпионом в забеге на 400 метров и в составе эстафеты 4×400 метров.
На чемпионате США по лёгкой атлетике 2013 года, Вербург финишировал шестым в забеге на 400 метров, что дало ему право принять участие в эстафете 4×400 метров на чемпионате мира 2013 года. На чемпионате в Москве, Вербург также пробежал на дистанции 400 метров. В финальном забеге эстафеты 4×400 метров, в составе сборной США, установил новый рекорд мира — 2:58,71. Двумя годами ранее, на чемпионате мира 2015 года снова стал победителем в составе эстафеты 4×400 метров, обновив мировое достижение — 2:57,82.
На Олимпийских играх 2016 года, не смог пройти в финал соревнований в беге на 400 метров, заняв 20-е место, но стал чемпионом игр благодаря участию в предварительных забегах эстафеты 4×400 метров, где сборная США стала победителем.

## Личная жизнь
Отец — Джон Вербург, мать — Вики Вербург, есть брат Джон. Окончил университет Джорджа Мейсона в 2013 году, получив степень в области спортивного маркетинга. В свободное время увлекается сноубордом и скалолазанием.